# الكوثر (مجلة)
مجلة الكوثر مجلة شهرية ثقافية تربوية متنوعة حول قارة أفريقيا وشعوبها، بدأً بتقاليد القبائل وعاداتها الغريبة إلى الطبيعة الخلابة لهذه القارة وذلك في عرض لا يخلو من الطرافة والغرابة أحياناً، هدفها تقريب العقلية العربية لمعرفة أفريقيا، كما تحفل كذلك بمواد أخرى طبية وعلمية وتاريخية وتغطية لأهم الأنشطة الدعوية وأحوال المسلمين في العديد من الدول الأفريقية، وقد حافظت على تخصصها وبرعت فيه مما أكسبها تميزاً في الساحة الإعلامية.
المجلة قام بتأسيسها وإصدارها عبد الرحمن السميط من حسابه الخاص وليس اللجنة ويتحمل المسؤولية المالية عنها منذ 11 سنة تقريباً وهو رئيس تحريرها حتى وفاته، مقرها الرئيسي في الكويت مع عدة مكاتب ناشرة لها في الوطن العربي مثل الإمارات والبحرين وسلطنة عمان والدمام. ينقلك عبر صفحة حقيبة مسافر ورحلاته الدعوية في القارة السمراء.

## الوصلات الخارجية
- صفحة المجلة على الفيس بوك.
- كيف أصدرتم مجلة الكوثر بصوت عبد الرحمن السميط.